# Mare de Déu de Vladímir
La Mare de Déu de Vladímir (rus: Владимирская икона Божией Матери, Vladímirskaia ikona bójiei màteri) és una icona romana d'Orient del segle xii que representa la Mare de Déu amb el Nen. Es tracta d'un exemple primerenc d'icona de tipus Eleüsa. És una de les obres d'art més preuades i culturalment significatives de la història de Rússia. Des de 1930 es conserva a la Galeria Tretiakov de Moscou.
La icona va ser traslladada des de Constantinoble a Kíev. El 1155 el príncep Andrei Bogolubski se la va endur a Vladímir, capital del nord-est de Rússia (a la qual deu el seu nom), on es va conservar durant molt de temps. Després de la victòria dels russos sobre els tàrtars (que es va adjudicar a l'ajut de la Mare de Déu) i amb l'enaltiment de Moscòvia, la icona va ser col·locada a la catedral de la Dormició del Kremlin de Moscou.
Les capes més antigues de pintura es van conservar principalment en els rostres de la Mare de Déu i del nen. Gairebé tota la resta és pintura posterior dels segles xiii al xvi.
La icona està pintada en taules amb pintura mineral i vegetal molt consistent, dissolta en rovell d'ou (tremp).
Les figures de Maria i del nen Jesús es troben unides per la suau línia del contorn. El rostre de la mare, afectuós i sever alhora, està pinzellat de manera bonica i amb delicadesa sorprenent, els canvis de color són gairebé imperceptibles. Ressalten els seus ulls grans, plens d'una profunda pena i una immensa angoixa pel destí del seu fill.
La imatge de la Mare de Déu de Vladímir va ser molt popular a la Rússia antiga. Els mestres russos van crear nombroses obres prenent com a model aquesta icona on l'infant s'estreny a la galta de la seva mare en una muda carícia (en la iconografia russa aquesta manera de presentar la Mare de Déu porta el nom de «Verge de la Tendresa», Eleüsa).
La Mare de Déu de Vladímir va ser molt venerada a Rússia, on se li va donar el sobrenom de «Mare de Rússia» i, davant d'ella, com a protectora del país, era coronat el tsar i consagrats els patriarques.

## Trasllats de la icona
La icona, aquesta antiquíssima obra mestra de la pintura romana d'Orient del segle xi, en primera instància, en portar-la de l'Imperi Romà d'Orient, es va guardar a Kíev. D'allà el príncep Andrei Bogoliubski el 1155 la va portar a Vladímir, a la catedral de l'Assumpció; després, el 1395, sota el govern del príncep Basili I de Moscou, fill de Demetri del Don, va ser enviada a Moscou i dipositada a la catedral de la Dormició. Des de 1930 es conserva a la Galeria Tretiakov de Moscou.